# Markus Spinell
Markus Spinell (Bolzano, 9 giugno 1997) è un ex hockeista su ghiaccio italiano, di ruolo ala destra.

## Carriera
Spinell è il quarto di cinque fratelli, tutti giocatori di hockey su ghiaccio: anche Daniel, Tobias, Thomas e Stefan sono cresciuti nel settore giovanile del Renon.
Se si eccettua un unico incontro giocato nella seconda squadra dei rossoblu nella stagione 2015-2016, ha sempre vestito la maglia della squadra di Collalbo, collezionando oltre 500 presenze in campionato (tra la massima serie italiana e la Alps Hockey League), che salgono a 564 considerando le presenze in Continental Cup, in coppa Italia ed in supercoppa italiana. È stato il decimo giocatore a superare le 500 partite con il Renon (prima di lui, anche il fratello Thomas).
Ha vestito più volte la maglia della Nazionale italiana, sin dalle selezioni giovanili.
Ha annunciato il ritiro al termine della stagione 2024-2025, a soli 28 anni.

## Palmarès
- Campionato italiano: 5

Renon: 2015-2016, 2016-2017, 2017-2018, 2018-2019, 2023-2024
- Alps Hockey League: 2

Renon: 2016-2017, 2023-2024
- Coppa Italia: 1

Renon: 2014-2015
- Supercoppa italiana: 4

Renon: 2017-2018, 2018-2019, 2019-2020, 2024-2025